# John W. Kendall

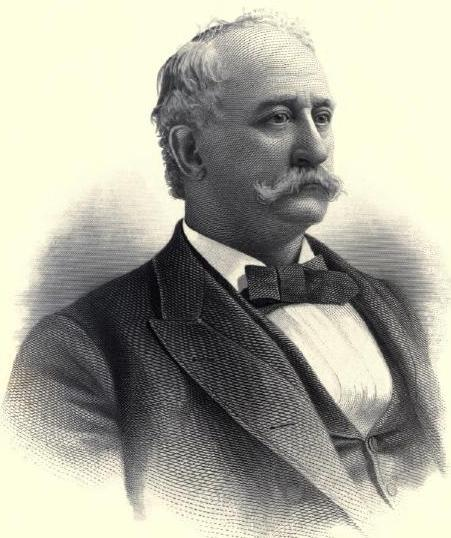
John W. Kendall

John Wilkerson Kendall (* 26. Juni 1834 im Morgan County, Kentucky; † 7. März 1892 in Washington, D.C.) war ein US-amerikanischer Politiker. In den Jahren 1891 und 1892 vertrat er den Bundesstaat Kentucky im US-Repräsentantenhaus.

## Werdegang
John Kendall besuchte die öffentlichen Schulen seiner Heimat und die Owingsville Academy. Nach einem anschließenden Jurastudium und seiner 1854 erfolgten Zulassung als Rechtsanwalt begann er in West Liberty in diesem Beruf zu praktizieren.  Zwischen 1854 und 1858 fungierte Kendall auch als Staatsanwalt im Morgan County. Während des Bürgerkrieges war er Oberleutnant in einer Kavallerieeinheit im Heer der Konföderation.
Politisch war Kendall Mitglied der Demokratischen Partei. Zwischen 1867 und 1871 saß er als Abgeordneter im Repräsentantenhaus von Kentucky. Danach war er von 1872 bis 1878 Staatsanwalt im 13. Gerichtsbezirk von Kentucky. Bei den Kongresswahlen des Jahres 1890 wurde er im zehnten Wahlbezirk seines Staates in das US-Repräsentantenhaus in Washington gewählt, wo er am 4. März 1891 die Nachfolge von John Henry Wilson antrat. Kendall konnte sein Mandat aber nur für etwa ein Jahr ausüben. Er starb am 7. März 1892 als Kongressabgeordneter in der Bundeshauptstadt Washington und wurde in West Liberty beigesetzt. Bei einer Nachwahl fiel sein Mandat an seinen Sohn Joseph.